# Лесото на літніх Олімпійських іграх 1988
Лесото брала участь у Літніх Олімпійських іграх 1988 року в Сеулі (Південна Корея), в четвертий раз за свою історію, але не завоювала жодної медалі.

## Результати

### Бокс
| Спортсмен       | Вагова категорія | Перший раунд     | Другий раунд                    | Третій раунд               | Чвертьфінал      | Півфінал         | Фінал            | Фінал            |
| Спортсмен       | Вагова категорія | Суперник Рахунок | Суперник Рахунок                | Суперник Рахунок           | Суперник Рахунок | Суперник Рахунок | Суперник Рахунок | Місце            |
| --------------- | ---------------- | ---------------- | ------------------------------- | -------------------------- | ---------------- | ---------------- | ---------------- | ---------------- |
| Тебохо Матібелі | до 51 кг         | —                | Маріо Гонсалес (MEX) П 0-5      | Завершив виступи           | Завершив виступи | Завершив виступи | Завершив виступи | Завершив виступи |
| Нкулу Мононтсі  | до 71 кг         | —                | Мартін Кіттель (SWE) П 0-5      | Завершив виступи           | Завершив виступи | Завершив виступи | Завершив виступи | Завершив виступи |
| Селло Можела    | до 75 кг         | —                | Симон Стабблфілд] (LBR) (в) 5-0 | Генрі Маскі (GDR) П знявся | Завершив виступи | Завершив виступи | Завершив виступи | Завершив виступи |

### Легка атлетика
| Спортсмен      | Дисципліна | Перший раунд | Перший раунд | Чвертьфінал      | Чвертьфінал      | Півфінал         | Півфінал         | Фінал            | Фінал            |
| Спортсмен      | Дисципліна | Результат    | Місце        | Результат        | Місце            | Результат        | Місце            | Результат        | Місце            |
| -------------- | ---------- | ------------ | ------------ | ---------------- | ---------------- | ---------------- | ---------------- | ---------------- | ---------------- |
| Мотобі Харісі  | 100 м      | 10.97        | 5            | Завершив виступи | Завершив виступи | Завершив виступи | Завершив виступи | Завершив виступи | Завершив виступи |
| Мохала Мохлолі | Марафон    | Н/Д          | Н/Д          | Н/Д              | Н/Д              | Н/Д              | Н/Д              | 2:44:44          | 82               |
| Нохеку Нтесо   | Марафон    | Н/Д          | Н/Д          | Н/Д              | Н/Д              | Н/Д              | Н/Д              | 2:29:44          | 61               |